# 서망항
서망항(西望港, Seomang Fishing Port)은 전라남도 진도군 임회면 남동리, 진도 섬에 있는 어항이다. 1986년 3월 1일 국가어항으로 지정되었으며, 관리청은 해양수산부 서해어업관리단, 시설관리자는 진도군수이다.

## 어항 연혁
- 서망항이 위치한 임회면의 탑립마을은 '탑(塔)이야기' 가 전해져 내려오고 있으며 임회면은 이곳에 공공근로를 활용, 여신탑 등 전국에서 보기드문 신기한 대형 돌탑을 세워 관광명소가 되고 있다.[1]
- 서망항은 1986년 국가어항으로 지정된 후 1987년 기본시설이 수립되어 1991년에 완공하였다. 그 후 1993년 정비계획이 수립되어 2002년 완공되었다.[2]

## 어항 구역
서망항의 어항구역은 다음과 같다.
- 수역: 서망마을 북측산(산635번지) 정상 기점에서 N60。W 측으로 400m 점(해상), 이점에서 직각으로 700m 점(해상), 이점에서 직각으로 (S60。E) 대안과 연결한 선을 따라 형성된 공유수면[3]
- 육역: 전라남도 진도군 임회면 남동리 635-11 외 10필지(상세내역은 생략)[4]

## 어항 시설
서망항은 남·북 방파제와 물양장, 선양장 시설을 갖추고 있으며, 진도 항로표지사무소와 진도수협 서망사업소, 수협위판장 등이 들어 서 있다. 특히 서망항의 오른쪽에는 전망대처럼 높은 탑 모양을 한 항로표지사무소가 있는데 서남해안의 항로표지 관리 뿐 아니라 선박의 항행정보를 제공하는 곳이다.

## 인근 어장
인근 진도 조도면 해역은 냉수대가 형성돼 플랑크톤 등 먹이가 풍부하고 갯바위 모래층으로 꽃게의 서식지로 제격이며 연중 적조가 발생하지 않는 청정해역이다.

## 특색
- 서망항은 행정구역상 전라남도 진도군 임회면 남동리에 위치하며, 진도의 북동쪽으로는 해남군, 동쪽으로는 완도군, 북서쪽으로는 신안군과 접해 있고, 남쪽으로는 제주도가 자리잡고 있으며, 간접세력권의 배후도시로는 목포시와 광주광역시가 있다.
- 서망항 북측에는 지방어항인 팽목항이 위치하고 동쪽으로는 완도항, 북서쪽으로는 목포항, 남쪽으로는 제주항과 인접한 거리에 있으며, 다도해 해상국립공원인 조도면 일대 주민 및 관광객의 생활필수품 운송과 관광·낚시객 수송의 요충지로서 진도군내 도서의 육·해상 교통의 관문 역할을 담당하고 있다.
- 서망항은 꽃게의 산지로 유명하다. 서망항 곳곳에 꽃게 통발이 쌓여있어 꽃게의 산지라는 것을 금세 알 수 있다. 서망항에는 7,8월 금어기를 제외하면 늘 꽃게가 난다. 서망항에서는 진도와 전남 남해안 인근 30여척의 꽃게통발 어선이 꽃게잡이를 하고 있으며, 전국 꽃게 생산량의 25%에 이른다. 꽃게잡이 통발어선이 들어모년 박스에 꽉 들어찬 꽃게상자가 지게차에 실려 수협 위판장으로 옮겨진다. 해마다 10월이면 꽃게 축제도 열린다.

## 관광
서망항 주변에는 구멍 뚫린 외형상의 특징 때문에 공도라고 불리는 가사군도, 화강암이 뭉쳐서 만들어진 주지도와 양덕도, 사자의 형상을 하고 바다 위에 누워 있는 광대도 등이 산재해 있다. 검푸른 서해바다를 지키듯이 떠 있는 섬들은 그저 바라보고 있기만 해도 자연 그대로의 아름다움을 말하고 있는 듯하다. 또한 섬들 사이에 보이는 일몰은 인공적으로는 결코 만들어 낼 수 없는 천연의 색으로 바다를 물들인다.

## 축제
- 2010년 10월 전국 꽃게 출하량의 25%를 차지하며 일명 ´꽃게항´으로 불리는 진도 서망항에서 '물반 꽃게반! 가자 진도 서망항으로!'라는 주제로 '제1회 진도 꽃게 축제' 가 열렸다.[7]
- 2011년 10월 14일부터 3일간 '제2회 진도 꽃게 축제'가 개최되어 6천여명의 관광객이 방문하였다.[8]